# Berufsbeschreibung
Die Berufsbeschreibung schildert Tätigkeitsabläufe, die ein Beruf mit sich bringt bzw. erfordert. 
Zu einer guten Berufsbeschreibung gehören auch Informationen über die Zutrittsbedingungen, die Ausbildungsdauer und die Entwicklungsmöglichkeiten. Um ins Klare zu kommen, ob der beschriebene Beruf den individuellen Fähigkeiten entspricht, hilft ein Anforderungsprofil, das bei einer ausführlichen Berufsbeschreibung nicht fehlen darf. Eine Berufsbeschreibung beleuchtet alle Aspekte eines Berufs, ist objektiv und zeigt sowohl Sonnen- als auch Schattenseiten.
Gleichwohl ist eine Berufsbeschreibung niemals allumfassend, das Berufsbild ist einem ständigen Wandel unterworfen, und vom Blickwinkel des Autors nicht zu trennen. 
Berufsberatungen und Berufsverbände verfügen über vielfältige Informationsmittel zu den Berufen und helfen, die erforderlichen Kontakte herzustellen.